# Festuca paniculata
Festuca paniculata é uma espécie de planta com flor pertencente à família Poaceae. 
A autoridade científica da espécie é (L.) Schinz & Thell., tendo sido publicada em Vierteljahrsschrift der Naturforschenden Gesellschaft in Zürich 58: 40. 1913.

## Portugal
Trata-se de uma espécie presente no território português, nomeadamente os seguintes táxones infraespecíficos:
- Festuca paniculata subsp. multispiculata - presente em Portugal Continental. Em termos de naturalidade é nativa da região atrás referida. Não se encontra protegida por legislação portuguesa ou da Comunidade Europeia.